# Ludwik Adolf Neugebauer
Ludwik Adolf Neugebauer (ur. 6 maja 1821 w Dojutrowie, zm. 9 sierpnia 1890 w Berlinie) – ginekolog, położnik; jeden z twórców polskiej i rosyjskiej ginekologii, wykładowca Szkoły Głównej w Warszawie, profesor Uniwersytetu Warszawskiego, wynalazca nowych metod operacyjnych.

## Życiorys
Niemiecka, ewangelicka rodzina Neugebauerów pochodziła z Dolnego Śląska, ze wsi Ostrowina w okolicach Oleśnicy, i osiedliła się w Kaliskiem pod koniec XVII wieku. Ojciec Ludwika Adolfa, Peter Heinrich  był młynarzem we wsi Dojutrów pod Kaliszem, matką przyszłego lekarza była Susanne Elisabeth z domu Neugebauer. Rodzice zmarli w młodości Ludwika, wychowywał się on u swego stryjecznego brata, Wilhelma i jego rodziny w jego majątku w Chabierowie. Ukończył gimnazjum w Brzegu na Dolnym Śląsku. W styczniu 1841 rozpoczął studia medyczne na uniwersytecie w Dorpacie, skąd do przybranych rodziców powrócił w 1842, po czym w październiku tego roku w związku z uzyskaniem paszportu pruskiego kontynuował swoje studia we Wrocławiu. Po uzyskaniu dyplomu w 1845 otrzymał posadę we wrocławskiej klinice położniczej, gdzie działał do roku 1849. W tym roku powrócił do rodzinnego Kalisza i otworzył tam praktykę lekarską, którą prowadził do roku 1857.
W roku 1858 powołano go na docenta anatomii warszawskiej Akademii Medyko-Chirurgicznej, później na profesora nadzwyczajnego Szkoły Głównej, na koniec na profesora zwyczajnego Cesarskiego Uniwersytetu Warszawskiego.
Neugebauer zdobył europejską sławę jako twórca nowoczesnej ginekologii w Imperium Rosyjskim i wynalazca nowych metod i przyrządów operacyjnych. Opublikował ponad 175 prac z dziedziny ginekologii, pisanych w pierwszych latach po łacinie i po niemiecku, od 1850 także po polsku i pod koniec życia po rosyjsku, opatrzonych własnoręcznymi ilustracjami. Był członkiem ponad 30 rodzimych i zagranicznych naukowych towarzystw lekarskich. Pozostawił gigantyczną bibliografię ginekologii i położnictwa, która obejmowała wszystkie publikacje od czasów starożytnych do roku 1874. Swój bogaty księgozbiór zapisał warszawskiemu Towarzystwu Lekarskiemu.
Oprócz wielu publikacji z dziedziny medycyny Neugebauer pozostawił również ksiąźkę o dziejach swej rodziny, Geschichte des Geschlechts Neugebauer aus Ostrowine in Schlesien (1844). Napisał również wiele artykułów do Encyklopedii Orgelbranda. Jego nazwisko wymienione jest w I tomie z 1859 roku na liście twórców zawartości tej encyklopedii. Był członkiem honorowym Poznańskiego Towarzystwa Przyjaciół Nauk.
Ludwik Adolf Neugebauer był żonaty z Klarą Schröter. Małżonkowie mieli dwóch synów, sławnego lekarza Franciszka Ludwika i Edmunda Ludwika, doktora chemii. Neugebauer zmarł nagle w czasie obrad kongresu lekarskiego w Berlinie. Zwłoki po przewiezieniu pochowano na warszawskim cmentarzu ewangelicko-augsburskim (aleja A, grób 15).. Dziadkowie i rodzice są pochowani na kaliskim cmentarzu ewangelickim. Nagrobek do dziś dnia istnieje.